# Бенгальская тидемания
Бенгальская тидемания, или полосатая тидемания (лат. Tydemania navigatoris), — вид морских лучепёрых рыб из семейства триакантодовых. Единственный представитель рода Tydemania. Распространён в Индо-Тихоокеанской области: от восточного побережья Африки до Японии, Филиппин и Индонезии. Придонная рыба, встречается на глубине 50—607 м.
Максимальная длина тела 12 см. В первом спинном плавнике 6 жёстких лучей, а во втором — 13—15 мягких лучей. В анальном плавнике 12—14 мягких лучей. Окраска красноватая, верхняя честь тела темнее; у некоторых особей есть синяя полоса от глаза через жаберное отверствие и основание грудных плавников до середины тела.
В Красной книге МСОП статус этого вида не определён. Бенгальская тидемания безвредна для человека и не является объектом промысла.